# Bufo beiranus
Cóc Beira (Bufo beiranus) là một loài cóc thuộc họ Bufonidae.
Loài này có ở Malawi, Mozambique, và Zambia.
Môi trường sống tự nhiên của chúng là vùng cây bụi khô khu vực nhiệt đới hoặc cận nhiệt đới, đồng cỏ nhiệt đới hoặc cận nhiệt đới vùng ngập nước hoặc lụt theo mùa, và đầm nước ngọt có nước theo mùa.